# Stow (Ohio)
Stow is een plaats (city) in de Amerikaanse staat Ohio, en valt bestuurlijk gezien onder Summit County.

## Demografie
Bij de volkstelling in 2000 werd het aantal inwoners vastgesteld op 32.139.
In 2006 is het aantal inwoners door het United States Census Bureau geschat op 34.335, een stijging van 2196 (6.8%).

## Geografie
Volgens het United States Census Bureau beslaat de plaats een oppervlakte van
44,9 km², waarvan 44,3 km² land en 0,6 km² water.

## Plaatsen in de nabije omgeving
De onderstaande figuur toont nabijgelegen plaatsen in een straal van 8 km rond Stow.

## Geboren
- Larry Csonka (1946), Americanfootballspeler